# Pseudonotoncus hirsutus
Pseudonotoncus hirsutus är en myrart som beskrevs av Clark 1934. Pseudonotoncus hirsutus ingår i släktet Pseudonotoncus och familjen myror. Inga underarter finns listade i Catalogue of Life.

## Bildgalleri

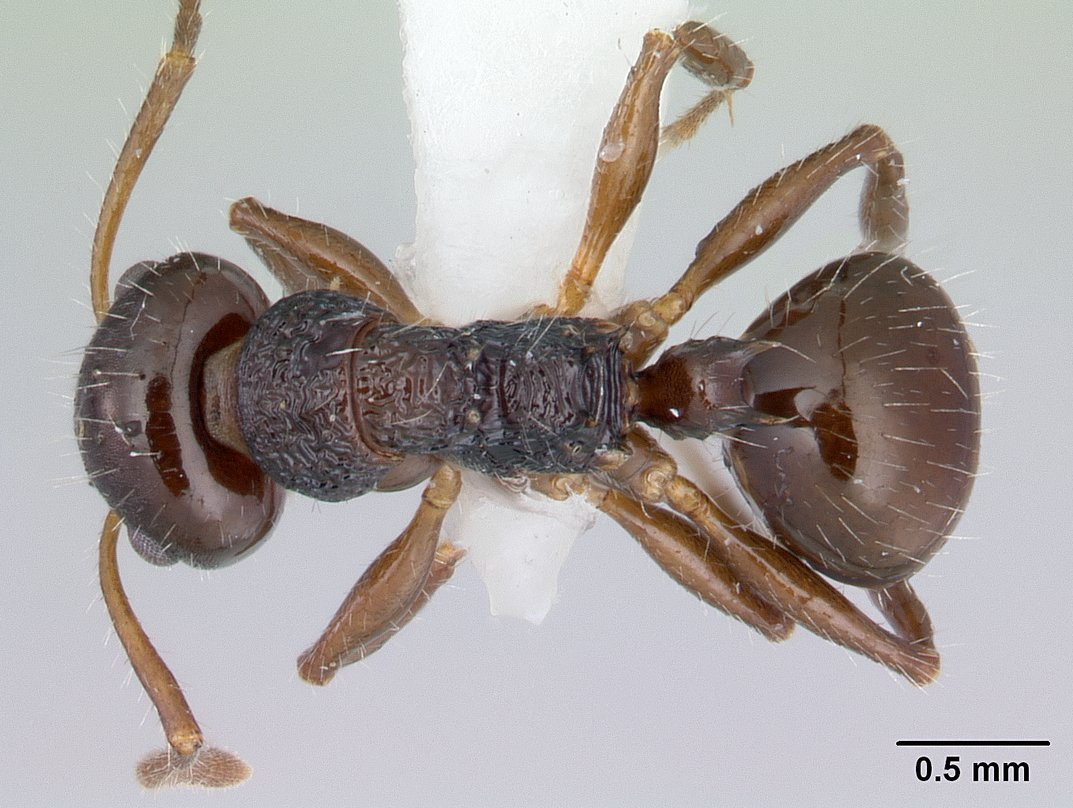
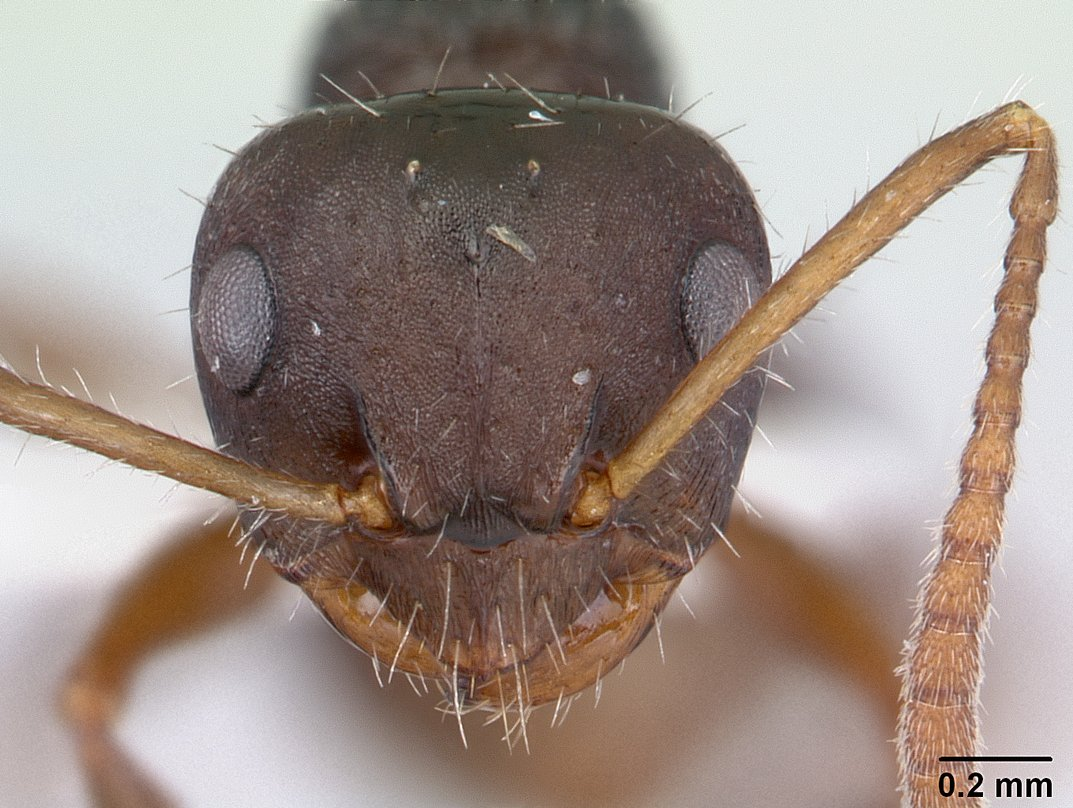
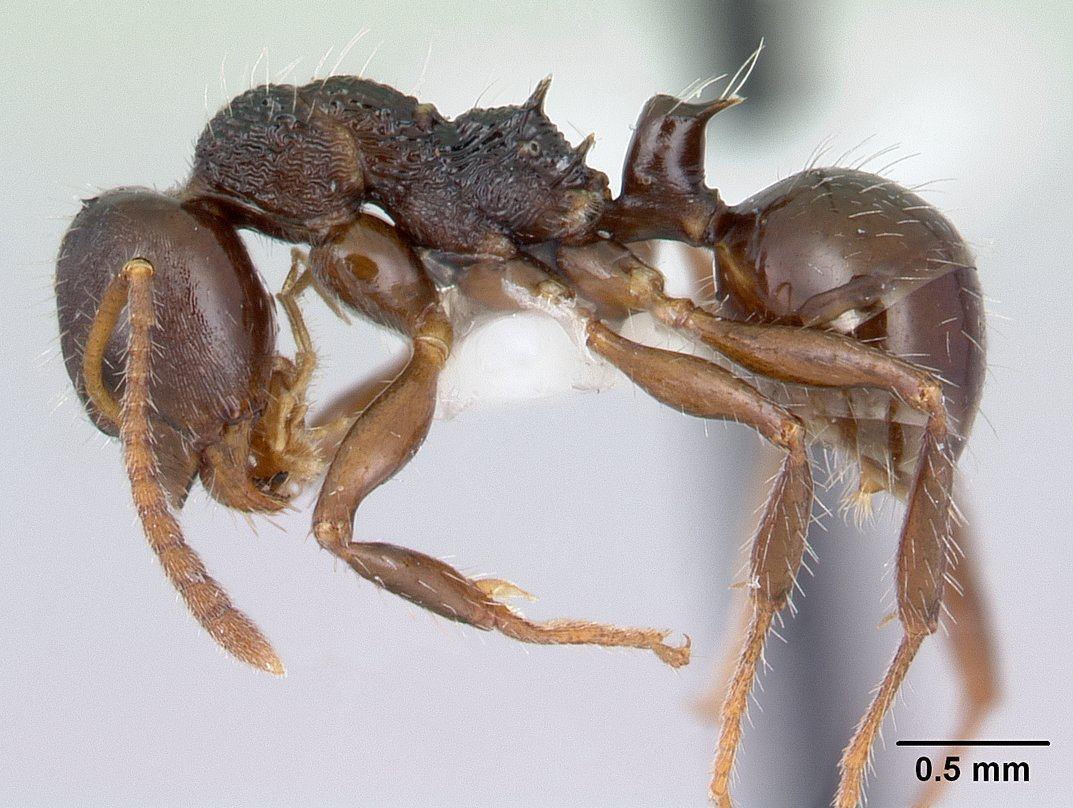